# Alminoprofen
Alminoprofen ke nesteroidni antiinflamatorni lek iz klase fenilpropionskih kiselina. Njegove antiinflamatorne osobine se razlikuju od klasičnih NSAID lekova.

## Mehanizam dejstva
In vitro ispitivanja i in vivo modeli su pokazali da su inflamatorna svojstva alminoprofena posledica njegovog delovanja na fosfolipazu A2 (PLA2) i cikloksigenazu (COX-2).